# Campeonato Uruguayo de Primera División 2019
El Campeonato Uruguayo 2019 fue el 116.° torneo de primera división del fútbol uruguayo organizado por la AUF, correspondiente al año 2019. El torneo fue nombrado 100 Años de Racing Club de Montevideo. Nacional se proclamó campeón uruguayo luego de vencer a Peñarol en la semifinal, sin necesidad de disputarse una final dado que también ganó la Tabla Anual.

## Sistema de disputa
El sistema consiste en un Torneo Apertura hasta mitad de año, un Torneo Intermedio y un Torneo Clausura para finalizar. Tanto el Apertura como el Clausura se juegan con 16 equipos en 15 fechas todos contra todos. Por otro lado, el Intermedio es una competición dividida en dos series, ambas de 8 equipos, determinados por su ubicación en la tabla del Torneo Apertura: si el equipo acabó en una posición impar pertenece a una serie, y si resultó en una par, a la otra. El formato también es todos contra todos en 7 fechas, los ganadores de cada serie juegan un partido para determinar al campeón del Torneo Intermedio. Cada torneo mencionado suma puntos para la tabla anual.
Para determinar el campeón uruguayo de la temporada, se juega una semifinal entre los campeones del Apertura y Clausura, accediendo el ganador a la final contra el club que más puntos sumó en la tabla anual.
El equipo que se corone campeón del Torneo Intermedio se enfrentará al ganador del Campeonato Uruguayo, en la Supercopa Uruguaya. En caso de que un club gane ambas competiciones, su rival será el finalista del Intermedio. Es un partido único que se jugará una semana antes de que comience la temporada siguiente.
En cuanto a los cupos a competiciones internacionales, el proceso es el siguiente:
- A) El campeón del Campeonato Uruguayo, clasificará con el N.º 1 a la Copa Libertadores inmediata siguiente.

- B) El Vicecampeón (perdedor de la final del Campeonato Uruguayo si se disputa, y en caso contrario, el mejor ubicado en la Tabla Anual, exceptuando al campeón uruguayo) clasificará con el N.º 2 a la Copa Libertadores inmediata siguiente.

- C) El mejor ubicado en la Tabla Anual de la Temporada, excluyendo al Campeón y al Vicecampeón, clasificará con el N.º 3 a la fase previa de la Copa Libertadores inmediata siguiente. De contemplarse otro cupo para la AUF, el club N.º 4 a disputar la fase previa de la Copa Libertadores, será el siguiente en la clasificación de la Tabla Anual. (literal G).

- D) El campeón del Torneo Intermedio clasificará con el N.º 1 a la Copa Sudamericana inmediata siguiente, salvo que hubiere clasificado a la Copa Libertadores. De verificarse esta última alternativa, el N.º 1 de la Sudamericana será el clasificado según el literal E).

- E) El campeón del Torneo Apertura o Clausura, que no hubiere resultado Campeón o Vicecampeón del Campeonato Uruguayo ni hubiere obtenido la ubicación prevista en el literal C) del presente artículo, clasificará con el N.º 2 a la Copa Sudamericana inmediata siguiente, salvo que se verifique la alternativa prevista en el literal D) in fine y se ubique como cupo N.º 1).

- F) Los clubes no contemplados en los literales precedentes que obtengan la mejor ubicación en la Tabla Anual, clasificarán a la Copa Sudamericana inmediata siguiente, con los números correspondientes al orden deportivo determinado por la Tabla Anual, completando los 4 cupos definitivos a dicho Torneo.

- G) En el caso de que la Conmebol amplíe de forma permanente o de manera transitoria el cupo de clubes de AUF a disputar cualquiera de los Torneos internacionales que organiza, la clasificación a los mismos emanará de la tabla anual de la temporada respectiva, de acuerdo a los criterios deportivos previamente establecidos supra, para las Copas Libertadores y Sudamericana, aplicando los corrimientos respectivos.[2][3][4][5]

## Equipos participantes

### Ascensos y descensos
Un total de 16 equipos disputarán el campeonato, incluyendo 13 equipos de la Primera División de Uruguay 2018 y tres ascendidos desde la Segunda División de Uruguay 2018.
| Club          | Ascendido como                   |
| ------------- | -------------------------------- |
| Cerro Largo   | Campeón Segunda División 2018    |
| Juventud      | Subcampeón Segunda División 2018 |
| Plaza Colonia | 3° Segunda División 2018         |

| Club             | Descendido como             |
| ---------------- | --------------------------- |
| Torque           | 14° Tabla del descenso 2018 |
| Atenas           | 15° Tabla del descenso 2018 |
| El Tanque Sisley | 16° Tabla del descenso 2018 |

### Información de equipos
Datos hasta antes del inicio del torneo. Todos los datos estadísticos corresponden únicamente a los Campeonatos Uruguayos organizados por la Asociación Uruguaya de Fútbol, no se incluyen los torneos de la FUF de 1923, 1924 ni el Torneo del Consejo Provisorio 1926 en las temporadas contadas. Las fechas de fundación de los equipos son las declaradas por los propios clubes implicados.
| Equipo               | Ciudad                 | Estadio                      | Capacidad | Fundación                | Temporadas | Temp. Consecutivas | Títulos | Subtítulos | 2018 |
| -------------------- | ---------------------- | ---------------------------- | --------- | ------------------------ | ---------- | ------------------ | ------- | ---------- | ---- |
| Peñarol              | Montevideo             | Campeón del Siglo            | 40 005    | 28 de septiembre de 1891 | 113        | 90                 | 50      | 40         | 1°   |
| Nacional             | Montevideo             | Gran Parque Central          | 34 000    | 14 de mayo de 1899       | 114        | 114                | 46      | 44         | 2°   |
| Danubio              | Montevideo             | María Mincheff de Lazaroff   | 18 000    | 1 de marzo de 1932       | 69         | 49                 | 4       | 3          | 3°   |
| Defensor Sporting    | Montevideo             | Luis Franzini                | 16 000    | 15 de marzo de 1913      | 92         | 54                 | 4       | 8          | 4°   |
| Cerro                | Montevideo             | Luis Tróccoli                | 25 000    | 1 de diciembre de 1922   | 73         | 12                 | —       | 1          | 5°   |
| Montevideo Wanderers | Montevideo             | Parque Alfredo Víctor Viera  | 15 000    | 15 de agosto de 1902     | 102        | 19                 | 3       | 8          | 6°   |
| River Plate          | Montevideo             | Parque Federico Omar Saroldi | 5.165     | 11 de mayo de 1932       | 70         | 15                 | —       | 1          | 7°   |
| Liverpool            | Montevideo             | Belvedere                    | 8 384     | 15 de febrero de 1915    | 77         | 4                  | —       | —          | 8°   |
| Progreso             | Montevideo             | Abraham Paladino             | 5 400     | 30 de abril de 1917      | 22         | 2                  | 1       | —          | 9°   |
| Racing               | Montevideo             | Parque Osvaldo Roberto       | 8 500     | 6 de abril de 1919       | 52         | 11                 | —       | —          | 10°  |
| Fénix                | Montevideo             | Parque Capurro               | 5 500     | 7 de julio de 1916       | 37         | 10                 | —       | —          | 11°  |
| Boston River         | Montevideo             | Campeones Olímpicos          | 7 000     | 20 de febrero de 1939    | 3          | 3                  | —       | —          | 12°  |
| Rampla Juniors       | Montevideo             | Olímpico                     | 6 000     | 7 de enero de 1914       | 70         | 3                  | 1       | 5          | 13°  |
| Juventud             | Las Piedras            | Parque Artigas               | 12 000    | 24 de diciembre de 1935  | 12         | 1                  | —       | —          |      |
| Cerro Largo          | Melo                   | Ubilla                       | 10 000    | 19 de noviembre de 2002  | 5          | 1                  | —       | —          |      |
| Plaza Colonia        | Colonia del Sacramento | Juan Gaspar Prandi           | 6 000     | 22 de abril de 1917      | 9          | 1                  | —       | —          |      |

### Entrenadores actuales
| Equipo            | Entrenador           |
| ----------------- | -------------------- |
| Boston River      | Martín "Tato" García |
| Cerro             | Julio César Antúnez  |
| Cerro Largo       | Danielo Núñez        |
| Danubio           | Mauricio Larriera    |
| Defensor Sporting | Ignacio Risso        |
| Fénix             | Juan Ramón Carrasco  |
| Juventud          | Pablo Tiscornia      |
| Liverpool         | Paulo Pezzolano      |
| Nacional          | Gustavo Munúa        |
| Peñarol           | Diego Forlán         |
| Plaza Colonia     | Matías Rosa          |
| Progreso          | Leonel Rocco         |
| Racing            | Eduardo Favaro       |
| Rampla Juniors    | Eduardo Espinel      |
| River Plate       | Jorge Fossati        |
| Wanderers         | Alfredo Arias        |

#### Cambios de entrenadores
| Boston River                            | Gastón Machado                  | Alejandro Apud                  |
| Cerro                                   | Jorge González                  | Fernando Correa                 |
| Danubio                                 | Marcelo Méndez                  | Pablo Peirano                   |
| Defensor Sporting                       | Jorge da Silva                  | Eduardo Acevedo                 |
| Nacional                                | Eduardo Domínguez               | Alexander Medina                |
| Progreso                                | Leonel Rocco                    | Marcelo Méndez                  |
| Rampla Juniors                          | Julio C. Toresani (†)           | Julio César Antúnez             |
| Wanderers                               | Román Cuello                    | Eduardo Espinel                 |
| Luego de la fecha 2 del Apertura 2019   |                                 |                                 |
| Rampla Juniors                          | Gastón de los Santos (interino) | Julio César Toresani            |
| Luego de la fecha 3 del Apertura 2019   |                                 |                                 |
| Rampla Juniors                          | Rosario Martínez                | Gastón de los Santos (interino) |
| Luego de la fecha 5 del Apertura 2019   |                                 |                                 |
| Nacional                                | Álvaro Gutiérrez                | Eduardo Domínguez               |
| Luego de la fecha 6 del Apertura 2019   |                                 |                                 |
| Plaza Colonia                           | Matías Rosa                     | Mario Szlafmyc                  |
| Luego de la fecha 7 del Apertura 2019   |                                 |                                 |
| Defensor Sporting                       | Ignacio Risso                   | Jorge da Silva                  |
| Luego de la fecha 8 del Apertura 2019   |                                 |                                 |
| Cerro                                   | Richard Martínez (interino)     | Jorge González                  |
| Luego de la fecha 15 del Apertura 2019  |                                 |                                 |
| Racing                                  | Alejandro Apud                  | Juan Tejera                     |
| River Plate                             | Jorge Fossati                   | Jorge Giordano                  |
| Cerro                                   | Richard Martínez                | Richard Martínez (interino)     |
| Luego de la fecha 3 del Intermedio 2019 |                                 |                                 |
| Boston River                            | Martín "Tato" García            | Gastón Machado                  |
| Luego de la fecha 5 del Intermedio 2019 |                                 |                                 |
| Rampla Juniors                          | Gastón de los Santos (interino) | Rosario Martínez                |
| Cerro                                   | Santiago Kalemkerian (interino) | Richard Martínez                |
| Luego de la fecha 6 del Intermedio 2019 |                                 |                                 |
| Rampla Juniors                          | Eduardo Espinel                 | Gastón de los Santos (interino) |
| Luego de la fecha 7 del Intermedio 2019 |                                 |                                 |
| Cerro                                   | Julio César Antúnez             | Santiago Kalemkerian (interino) |
| Wanderers                               | Alfredo Arias                   | Román Cuello                    |
| Juventud                                | Pablo Tiscornia                 | Álvaro Fuerte                   |
| Danubio                                 | Gustavo Dalto (interino)        | Marcelo Méndez                  |
| Danubio                                 | Mauricio Larriera               | Gustavo Dalto (interino)        |
| Luego de la fecha 3 del Clausura        |                                 |                                 |
| Racing                                  | Eduardo Favaro                  | Alejandro Apud                  |
| Luego de la fecha 13 del Clausura       |                                 |                                 |
| Liverpool                               | Osvaldo Canobbio (interino)     | Paulo Pezzolano                 |

## Clasificación

### Torneo Apertura Sr. Juan Lazaroff
|                                          | Pos. | Equipos           | PJ | PG | PE | PP | GF | GC | Dif. | Puntos |
| ---------------------------------------- | ---- | ----------------- | -- | -- | -- | -- | -- | -- | ---- | ------ |
|                                          | 1º   | Peñarol (C)       | 15 | 9  | 4  | 2  | 27 | 11 | +16  | 31     |
|                                          | 2º   | Fénix             | 15 | 8  | 4  | 3  | 36 | 26 | +10  | 28     |
|                                          | 3º   | Nacional          | 15 | 7  | 6  | 2  | 32 | 17 | +15  | 27     |
|                                          | 4º   | Cerro Largo       | 15 | 8  | 3  | 4  | 23 | 12 | +11  | 27     |
|                                          | 5º   | Danubio           | 15 | 8  | 3  | 4  | 22 | 17 | +5   | 27     |
|                                          | 6º   | Wanderers         | 15 | 6  | 5  | 4  | 22 | 22 | 0    | 23     |
|                                          | 7º   | Progreso          | 15 | 6  | 4  | 5  | 26 | 25 | +1   | 22     |
|                                          | 8º   | Liverpool         | 15 | 5  | 5  | 5  | 29 | 29 | 0    | 20     |
|                                          | 9°   | Boston River      | 15 | 5  | 5  | 5  | 18 | 22 | -4   | 20     |
|                                          | 10º  | Rampla Juniors    | 15 | 5  | 3  | 7  | 16 | 23 | -7   | 18     |
|                                          | 11°  | Defensor Sporting | 15 | 4  | 4  | 7  | 21 | 27 | -6   | 16     |
|                                          | 12°  | Racing            | 15 | 4  | 3  | 8  | 20 | 30 | -10  | 15     |
|                                          | 13º  | Juventud          | 15 | 4  | 2  | 9  | 21 | 22 | -1   | 14     |
|                                          | 14º  | Plaza Colonia     | 15 | 3  | 5  | 7  | 15 | 21 | -6   | 14     |
|                                          | 15º  | River Plate       | 15 | 3  | 5  | 7  | 14 | 29 | -15  | 14     |
|                                          | 16º  | Cerro             | 15 | 3  | 3  | 9  | 14 | 23 | -9   | 12     |
| Última actualización: 2 de junio de 2019 |      |                   |    |    |    |    |    |    |      |        |

|  | Campeón del Torneo Apertura y clasificado a la semifinal del Campeonato Uruguayo. |

### Torneo Intermedio

#### Grupo A
|                                               | Pos. | Equipos           | Puntos | PJ | PG | PE | PP | GF | GC | Dif. |
| --------------------------------------------- | ---- | ----------------- | ------ | -- | -- | -- | -- | -- | -- | ---- |
|                                               | 1°   | River Plate       | 15     | 7  | 4  | 3  | 0  | 7  | 3  | +4   |
|                                               | 2°   | Nacional          | 14     | 7  | 4  | 2  | 1  | 13 | 6  | +7   |
|                                               | 3°   | Progreso          | 10     | 7  | 2  | 4  | 1  | 9  | 7  | +2   |
|                                               | 4°   | Peñarol           | 9      | 7  | 2  | 3  | 2  | 9  | 7  | +2   |
|                                               | 5°   | Defensor Sporting | 9      | 7  | 2  | 3  | 2  | 12 | 12 | 0    |
|                                               | 6°   | Juventud          | 7      | 7  | 1  | 4  | 2  | 5  | 7  | -2   |
|                                               | 7°   | Boston River      | 7      | 7  | 1  | 4  | 2  | 5  | 9  | -4   |
|                                               | 8°   | Danubio           | 1      | 7  | 0  | 1  | 6  | 5  | 14 | -9   |
| Última actualización: 1 de septiembre de 2019 |      |                   |        |    |    |    |    |    |    |      |

|  | Ganador del Grupo A y clasificado a la final del Torneo Intermedio. |

#### Grupo B
|                                            | Pos. | Equipos              | Puntos | PJ | PG | PE | PP | GF | GC | Dif. |
| ------------------------------------------ | ---- | -------------------- | ------ | -- | -- | -- | -- | -- | -- | ---- |
|                                            | 1°   | Liverpool            | 18     | 7  | 6  | 0  | 1  | 18 | 5  | +13  |
|                                            | 2°   | Cerro Largo          | 16     | 7  | 5  | 1  | 1  | 11 | 5  | +6   |
|                                            | 3°   | Plaza Colonia        | 13     | 7  | 4  | 1  | 2  | 9  | 7  | +2   |
|                                            | 4°   | Fénix                | 9      | 7  | 3  | 0  | 4  | 7  | 10 | -3   |
|                                            | 5°   | Rampla Juniors       | 7      | 7  | 2  | 1  | 4  | 11 | 12 | -1   |
|                                            | 6°   | Racing               | 7      | 7  | 2  | 1  | 4  | 10 | 16 | -6   |
|                                            | 7°   | Cerro                | 7      | 7  | 2  | 1  | 4  | 3  | 7  | -4   |
|                                            | 8°   | Montevideo Wanderers | 4      | 7  | 1  | 1  | 5  | 9  | 16 | -7   |
| Última actualización: 31 de agosto de 2019 |      |                      |        |    |    |    |    |    |    |      |

|  | Ganador del Grupo B y clasificado a la final del Torneo Intermedio. |

#### Final
| Final; 8 de septiembre, 15:00 | Liverpool                                                    | 2:2 (1:1, 1:0) (t. s.)(5:4 p.) | River Plate                                                | Estadio Luis Franzini, Montevideo |                            |
|                               | Ramírez 20' · Olivera 97'                                    |                                | Piquerez 70' · Viera 110'                                  | Árbitro(s): Andrés Matonte        | Árbitro(s): Andrés Matonte |
|                               |                                                              | Tiros desde el punto penal     |                                                            |                                   |                            |
|                               | Olivera · Martínez · Ramírez · Cándido · Acevedo · Caballero |                                | Alonso · Rodríguez · Leites · Fernández · Piquerez · Píriz |                                   |                            |

| Campeón del Torneo Intermedio 2019 Liverpool 1° título. |

### Torneo Clausura Sr. Franz Oppenheimer
|                                               | Pos. | Equipos              | PJ | PG | PE | PP | GF | GC | Dif. | Puntos |
| --------------------------------------------- | ---- | -------------------- | -- | -- | -- | -- | -- | -- | ---- | ------ |
|                                               | 1.°  | Nacional (D)         | 15 | 11 | 1  | 3  | 27 | 10 | +17  | 34     |
|                                               | 2.°  | Peñarol (D)          | 15 | 10 | 4  | 1  | 21 | 10 | +11  | 34     |
|                                               | 3.°  | Progreso             | 15 | 9  | 4  | 2  | 22 | 14 | +8   | 33     |
|                                               | 4.°  | Plaza Colonia        | 15 | 9  | 2  | 4  | 16 | 9  | +7   | 29     |
|                                               | 5.°  | Cerro Largo          | 15 | 8  | 2  | 5  | 22 | 17 | +5   | 26     |
|                                               | 6.°  | River Plate          | 15 | 6  | 4  | 5  | 20 | 19 | +1   | 22     |
|                                               | 7.°  | Liverpool            | 15 | 5  | 6  | 4  | 14 | 13 | +1   | 21     |
|                                               | 8.°  | Boston River         | 15 | 6  | 3  | 6  | 18 | 19 | -1   | 21     |
|                                               | 9.°  | Defensor Sporting    | 15 | 6  | 2  | 7  | 25 | 22 | +3   | 20     |
|                                               | 10.° | Montevideo Wanderers | 15 | 5  | 4  | 6  | 19 | 18 | +1   | 19     |
|                                               | 11.° | Racing               | 15 | 4  | 3  | 8  | 20 | 26 | -6   | 15     |
|                                               | 12.° | Cerro                | 15 | 4  | 3  | 8  | 14 | 22 | -8   | 14     |
|                                               | 13.° | Danubio              | 15 | 3  | 4  | 8  | 14 | 21 | -7   | 13     |
|                                               | 14.° | Fénix                | 15 | 2  | 5  | 8  | 17 | 27 | -10  | 11     |
|                                               | 15.° | Juventud             | 15 | 2  | 5  | 8  | 13 | 23 | -10  | 11     |
|                                               | 16.° | Rampla Juniors       | 15 | 2  | 4  | 9  | 16 | 28 | -12  | 10     |
| Última actualización: 11 de diciembre de 2019 |      |                      |    |    |    |    |    |    |      |        |

|  | Clasificado a un desempate para determinar el campeón del Torneo Clausura. El campeón clasifica a la semifinal del Campeonato Uruguayo. |

#### Desempate
Se jugó un partido de desempate para decidir quién resultaría ganador del Torneo Clausura, dado que los dos primeros equipos ubicados en la tabla del torneo igualaron en cantidad de puntos obtenidos.
| 11 de diciembre de 2019, 20:30 | Peñarol | 0:2 (0:0) | Nacional (C)            | Estadio Centenario, Montevideo |                            |
|                                |         |           | Castro 62' · Corujo 66' | Árbitro(s): Andrés Matonte     | Árbitro(s): Andrés Matonte |

### Tabla anual
| Pos.                                         | Equipos              | PJ | PG | PE | PP | GF | GC | Dif. | Puntos |
| -------------------------------------------- | -------------------- | -- | -- | -- | -- | -- | -- | ---- | ------ |
| 1                                            | Nacional             | 37 | 22 | 9  | 6  | 72 | 33 | +39  | 75     |
| 2                                            | Peñarol              | 37 | 21 | 11 | 5  | 57 | 28 | +29  | 74     |
| 3                                            | Cerro Largo          | 37 | 21 | 6  | 10 | 56 | 34 | +22  | 69     |
| 4                                            | Progreso             | 37 | 17 | 12 | 8  | 57 | 46 | +11  | 65     |
| 5                                            | Liverpool            | 37 | 16 | 11 | 10 | 61 | 47 | +14  | 59     |
| 6                                            | Plaza Colonia        | 37 | 16 | 8  | 13 | 40 | 37 | +3   | 56     |
| 7                                            | River Plate          | 37 | 13 | 12 | 12 | 41 | 51 | -10  | 51     |
| 8                                            | Fénix                | 37 | 13 | 9  | 15 | 60 | 63 | -3   | 48     |
| 9                                            | Boston River         | 37 | 12 | 12 | 13 | 41 | 50 | -9   | 48     |
| 10                                           | Montevideo Wanderers | 37 | 12 | 10 | 15 | 50 | 56 | -6   | 46     |
| 11                                           | Defensor Sporting    | 37 | 12 | 9  | 16 | 58 | 61 | -3   | 45     |
| 12                                           | Danubio              | 37 | 11 | 8  | 18 | 41 | 52 | -11  | 41     |
| 13                                           | Racing               | 37 | 10 | 7  | 20 | 50 | 72 | -22  | 37     |
| 14                                           | Rampla Juniors       | 37 | 9  | 8  | 20 | 43 | 63 | -20  | 35     |
| 15                                           | Cerro                | 37 | 9  | 7  | 21 | 31 | 52 | -21  | 33     |
| 16                                           | Juventud             | 37 | 7  | 11 | 19 | 39 | 52 | -13  | 32     |
| Última actualización: 5 de diciembre de 2019 |                      |    |    |    |    |    |    |      |        |

|  | Clasificado a la Final del Campeonato Uruguayo 2019 y a la Fase de grupos de la Copa Libertadores 2020. |
|  | Clasificado a la Fase de grupos de la Copa Libertadores 2020.                                           |
|  | Clasificado a la Fase 2 de la Copa Libertadores 2020.                                                   |
|  | Clasificado a la Fase 1 de la Copa Libertadores 2020.                                                   |
|  | Clasificados a la Copa Sudamericana 2020.                                                               |

## Definición del campeonato
|  | Semifinal                   | Semifinal |  |  | Final                          | Final | Final |
|  |                             |           |  |  |                                |       |       |
|  |                             |           |  |  |                                |       |       |
|  | Peñarol (Ganador Apertura)  | 0         |  |  |                                |       |       |
|  | Nacional (Ganador Clausura) | 1         |  |  |                                |       |       |
|  |                             |           |  |  |                                |       |       |
|  |                             |           |  |  | Nacional (Ganador Semifinal)   | -     | -     |
|  |                             |           |  |  | Nacional (Ganador Tabla Anual) | -     | -     |
|  |                             |           |  |  |                                |       |       |

### Semifinal
| 15 de diciembre de 2019, 17:00 | Nacional   | 1:0 (0:0) | Peñarol | Estadio Centenario, Montevideo |                          |
|                                | Zunino 80' |           |         | Árbitro(s): Andrés Cunha       | Árbitro(s): Andrés Cunha |

|                                               |
| Bandera de Uruguay                            |
| Campeonato Uruguayo 2019 Nacional 47.° título |

## Permanencia
Habrá tres descensos directos al Campeonato Uruguayo de Segunda División 2020. El criterio de descenso definido por la Asociación Uruguaya de Fútbol para esta temporada fue el de elaborar una tabla de promedios sumando los puntos obtenidos por los respectivos equipos en el Campeonato Uruguayo 2018 y Campeonato Uruguayo 2019, en el que los tres peores clasificados al final de la temporada, descienden.
Para obtener el cociente, se suma la cantidad de puntos obtenidos en Primera División en las temporadas mencionadas y se divide entre los partidos jugados. Nótese que al considerar los puntos obtenidos en el Campeonato Uruguayo 2018, se deben tomar los puntos de la Tabla Anual sin realizar la multiplicación por 7/6 de los puntos logrados en el Torneo Intermedio por los equipos que jugaron un partido menos en dicho torneo. En caso de empate en el promedio de puntos, se debe realizar el promedio de diferencia de goles (diferencia de goles dividida entre los partidos jugados en Primera División en las dos últimas temporadas).
| Pos.                                         | Equipos              | PJ 2018 | PTS 2018 | PJ 2019 | PTS 2019 | PJ | Puntos | Promedio |
| -------------------------------------------- | -------------------- | ------- | -------- | ------- | -------- | -- | ------ | -------- |
| 1°                                           | Peñarol              | 36      | 84       | 37      | 74       | 73 | 158    | 2,164    |
| 2°                                           | Nacional             | 37      | 85       | 37      | 75       | 74 | 160    | 2,162    |
| 3°                                           | Cerro Largo          | -       | -        | 37      | 69       | 37 | 69     | 1,865    |
| 4°                                           | Liverpool            | 37      | 58       | 37      | 59       | 74 | 117    | 1,581    |
| 5°                                           | Progreso             | 36      | 49       | 37      | 65       | 73 | 114    | 1,562    |
| 6°                                           | Plaza Colonia        | -       | -        | 37      | 56       | 37 | 56     | 1,514    |
| 7°                                           | Defensor Sporting    | 36      | 58       | 37      | 45       | 73 | 103    | 1,411    |
| 8°                                           | River Plate          | 36      | 49       | 37      | 51       | 73 | 100    | 1,370    |
| 9º                                           | Danubio              | 37      | 60       | 37      | 41       | 74 | 101    | 1,365    |
| 10°                                          | Montevideo Wanderers | 37      | 55       | 37      | 46       | 74 | 101    | 1,365    |
| 11°                                          | Cerro                | 37      | 59       | 37      | 33       | 74 | 92     | 1,243    |
| 12°                                          | Fénix                | 37      | 43       | 37      | 48       | 74 | 91     | 1,230    |
| 13°                                          | Boston River         | 36      | 37       | 37      | 48       | 73 | 85     | 1,164    |
| 14°                                          | Racing               | 37      | 47       | 37      | 37       | 74 | 84     | 1,135    |
| 15°                                          | Rampla Juniors       | 37      | 37       | 37      | 35       | 74 | 72     | 0,973    |
| 16°                                          | Juventud             | -       | -        | 37      | 32       | 37 | 32     | 0,865    |
| Última actualización: 8 de diciembre de 2019 |                      |         |          |         |          |    |        |          |

|  | Descendido al Campeonato Uruguayo de Segunda División 2020 |

## Estadísticas
| Matías Viña                              | Nacional |
| Última actualización: 7 de enero de 2021 |          |
| Fuente: AUF                              |          |

| Jugador                                       | Equipo    | Goles | Partidos | Promedio |
| --------------------------------------------- | --------- | ----- | -------- | -------- |
| Ignacio Ramírez                               | Liverpool | 24    | 34       | 0,71     |
| Última actualización: 15 de diciembre de 2019 |           |       |          |          |
| Fuente:                                       |           |       |          |          |

| Jugador                                       | Equipo   | Asistencias | Partidos | Promedio |
| --------------------------------------------- | -------- | ----------- | -------- | -------- |
| Santiago Rodríguez                            | Nacional | 10          | 22       | 0,45     |
| Última actualización: 15 de diciembre de 2019 |          |             |          |          |
| Fuente:                                       |          |             |          |          |

| Jugador                                       | Equipo  | G. R. | Partidos | Promedio |
| --------------------------------------------- | ------- | ----- | -------- | -------- |
| Kevin Dawson                                  | Peñarol | 25    | 34       | 0,74     |
| Última actualización: 15 de diciembre de 2019 |         |       |          |          |
| Fuente: AUF                                   |         |       |          |          |

| Equipo Ideal 2019 | Equipo Ideal 2019    | Equipo Ideal 2019 |
| Pos.              | Futbolista           | Equipo            |
| ----------------- | -------------------- | ----------------- |
| POR               | Gastón Olveira       | River Plate       |
| DEF               | Juan Acosta          | Cerro Largo       |
| DEF               | Emanuel Gularte      | Progreso          |
| DEF               | Fabricio Formiliano  | Peñarol           |
| DEF               | Matías Viña          | Nacional          |
| MED               | Facundo Pellistri    | Peñarol           |
| MED               | Mathías Riquero      | Progreso          |
| MED               | Facundo Waller       | Plaza Colonia     |
| MED               | Gonzalo Castro       | Nacional          |
| DEL               | Juan Ignacio Ramírez | Liverpool         |
| DEL               | Gonzalo Bergessio    | Nacional          |